# 天主教阿帕欽甘教區
天主教阿帕欽甘教區（拉丁語：Dioecesis Apatzinganiensis）是墨西哥一個羅馬天主教教區，屬莫雷利亞總教區。
教區成立於1962年4月30日，位於米卻肯州西南部。2012年有教友370,000人（佔轄區總人口92.5%）、廿七個堂區、六十二名司鐸。現任教區主教為彌額爾·帕蒂尼奧·貝拉斯克斯。